# Coprosma crassifolia
Coprosma crassifolia is een plantensoort uit de sterbladigenfamilie (Rubiaceae). Het is een sterk vertakte struik die 1 of 2 tot 4 meter groot kan worden. De struik heeft stijve wijd uitlopende roodachtige takken. Aan de takken groeien paren kleine dikke ronde of ovale glanzende bladeren die aan de onderkant wit zijn. De bolvormige steenvrucht is lichtgeel of wit van kleur.
De soort komt voor in Nieuw-Zeeland, zowel op het Noordereiland als op het Zuidereiland. Hij groeit daar van rotsachtige en zanderige kustgebieden tot in lager gelegen bergachtige gebieden tot 600 meter hoogte. De soort wordt aangetroffen te midden van struikgewas en in bossen.